# Claude Abeille
Pour les articles homonymes, voir Abeille (homonymie).
Claude Abeille est un sculpteur et illustrateur français né le 4 mars 1930 à Landerneau (Finistère nord).

## Biographie
Élève de Alfred Georges Regner à Fontainebleau et de Robert Couturier à l’École nationale supérieure des arts décoratifs de Paris où il obtient son diplôme en 1952, Claude Abeille fréquente les Beaux-Arts de Paris en auditeur libre (1955) et débute ses premières études de torses en 1956.
C’est à partir de cette date et jusqu’en 1970, qu’il collabore à l’illustration de l’Encyclopédie de la Pléiade, dirigée par Raymond Queneau, et de l’Univers des Formes chez Gallimard.
Parallèlement à l’expression graphique, il poursuit ses recherches sculpturales et il obtient le prix Bourdelle de sculpture au Salon de mai en 1963, consécration suivie d’une exposition personnelle d’un ensemble de torses au musée Bourdelle en 1964.
À partir de 1967, Claude Abeille participe à de nombreuses réalisations architecturales par la création de sculptures pour des édifices religieux, des établissements scolaires, etc., notamment le théâtre en plein air d'Istres, une place à l'Isle-d'Abeau près de Lyon, ainsi qu'en 1978 le carrefour des voies piétonnes à Montreuil-sous-Bois.
En 1984 et 1985, il est professeur aux Ateliers de la Ville de Paris (Montparnasse) et devient l'un des membres-fondateurs de l'École supérieure art-technique et environnement publicitaire à Paris ou il enseigne de 1985 à 1996.
Il est élu membre de la section de sculpture de l'Institut, le 9 décembre 1992, au fauteuil de Raymond Martin.

## Œuvres

### Œuvres dans l'espace public
- 1965 : fontaine en bronze à Illzach.
- 1967 :
  - Monument de Ballersdorff, gisant en bronze ;
  - Christ, bronze, église de Cahagnes ;
  - Soleil, bronze, lycée de Mulhouse ;
  - stèle commémorative en pierre, Baltzenheim.
- 1968 : Torse, marbre, collège de Sarralbe.
- 1969 : sculpture en bronze, collège Saint-Exupéry, Mulhouse.
- 1970 :
  - Le Vent, bronze, lycée de Saint-Affrique ;
  - Figure couchée, bronze, CES de Sainte-Marie-aux-Chênes ;
  - relief en aluminium, Hôtel Frantel, Mulhouse.
- 1971 : sculpture en pierre, collège Louis Pergaud, Mulhouse.
- 1973 :
  - Hommage à Ledoux, colonne en pierre, Mulhouse ;
  - Médaille Raymond Queneau, Monnaie de Paris.
- 1974 : Torses et emmanchements, théâtre de plein air, Istres.
- 1975 :
  - Torse vacant, bronze, Romorantin ;
  - Place-parloir, pierre Romorantin.
- 1976 : Colombe, marbre, Cergy-Pontoise.
- 1977 : L'Homme absent, Grand Pantalon, Vestes, plâtres et bronzes[Où ?].
- 1978 :
  - théâtre en plein air et fontaines, place des Roches, l'Isle-d'Abeau ;
  - Manège, pierre, Guyancourt ;
  - fontaines et bancs, Montreuil ;
  - Veste noire, marbre[Où ?].
- 1981 : fontaines et bornes en pierre, Maison de la Culture, Aulnay-sous-Bois.
- 1982 :
  - Fleur de pierre, marbre, Beaune ;
  - Les Passants, pierre, place publique de Satory.
- 1983 : Veste de mai, bronze. Chouette, pierre, Éragny.
- 1996 : Christ en gloire, pierre, chapelle Saint-Antoine de la Croix de Chavaux, Montreuil.
- 2011 : Résurrection du Christ, église Notre-Dame-du-Rosaire, Les Lilas.

### Illustrations
- Jean Leclant, L'Égypte du crépuscule, coll. « Univers des Formes », 1980.

## Récompenses
- 1989 : prix Dumas-Millier de sculpture.

### Distinctions
- Officier de l'ordre des Arts et des Lettres Claude Abeille est promu au grade d’officier par l’arrêté du 13 février 2015[2].
- Officier de l'ordre national du Mérite Il est nommé chevalier le 14 novembre 2000 pour récompenser ses 48 ans d'activités artistiques, de services civils et militaires[3], et promu officier le 20 novembre 2015[4].